# Ralph Wilson
Ralph Charles Wilson (Bangor, 24 giugno 1880 – Newark, 14 febbraio 1930) è stato un ginnasta statunitense.

## Carriera
Wilson partecipò ai Giochi olimpici di Saint Louis 1904, dove vinse una medaglia di bronzo nella rotazione con le clave.

## Palmarès
In carriera ha conseguito i seguenti risultati:
- Giochi olimpici

St. Louis 1904: medaglia di bronzo nella rotazione con le clave.